# Sanyo (spoorwegmaatschappij)

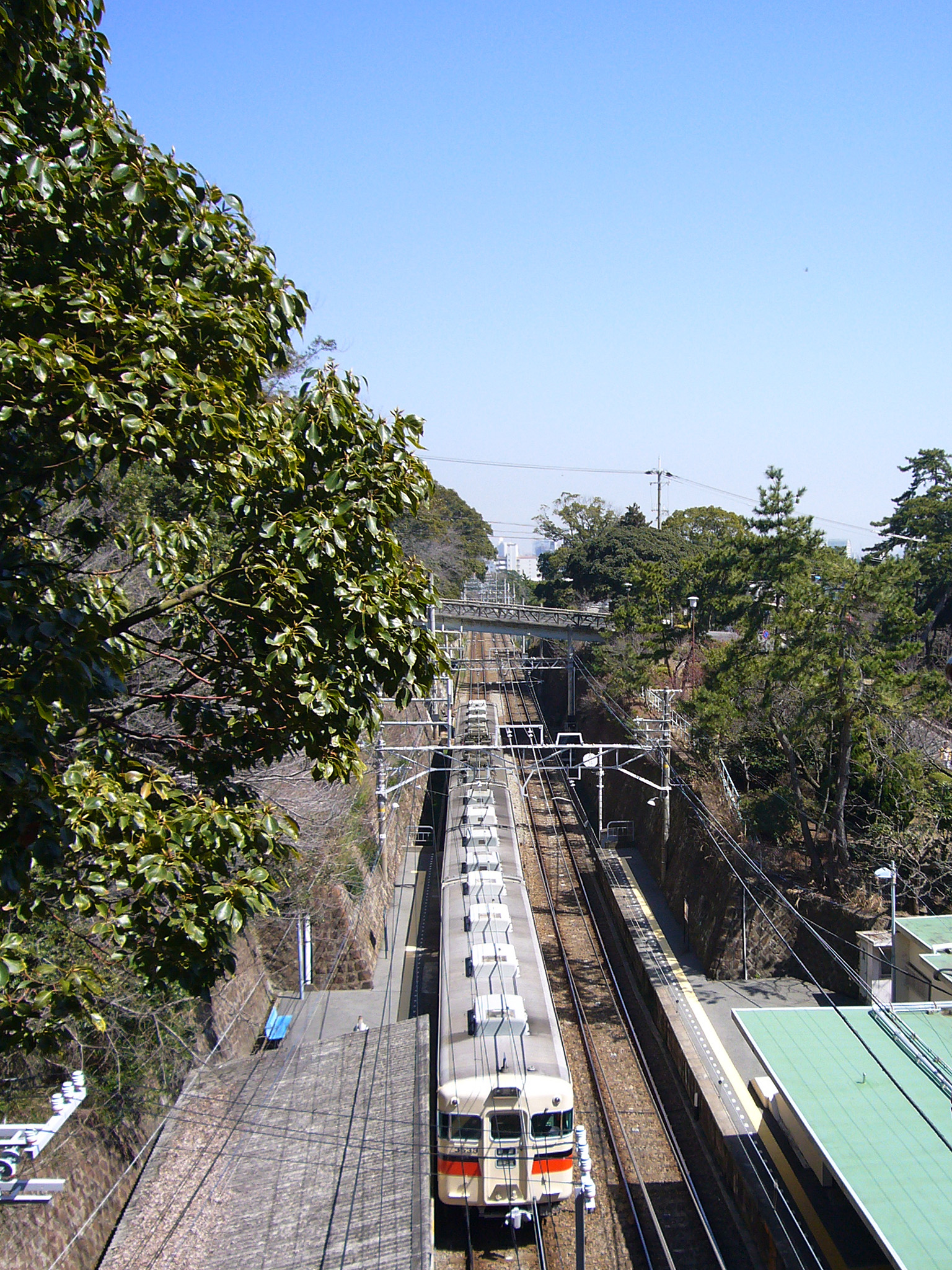
Een trein passeert station Sumaura-kōe

De Sanyo Electric Railway Co., Ltd. (Japans: 山陽電気鉄道株式会社 San'yō Denki-tetsudō Kabushiki-gaisha), algemeen bekend onder de naam Sanyo (Japans: 近鉄) is een private spoorwegmaatschappij in Japan. De maatschappij heeft twee lijnen en rijdt met intercity's van Himeji naar Osaka en vice versa via de Hanshin-lijn.

## Geschiedenis
In 1910 opende de Hyogo Electric Railway een spoorlijn tussen Hyogo en Suma (nu station Sanyo Mami) met 600 V gelijkstroom. In 1912 werd het gedeelte tussen Suma en Shioya in twee fases geopend. De lijn werd in 1917 verlengd naar Akashi.
In 1923 opende de Kobe Himeji Electric Railway een spoorlijn tussen Akashi (nu station Sanyo Akashi) - Himeji (nu station Sanyo Himeji). In 1923 fuseerde Hyogo Electric Railway met de Kobe Himeji Electric Railway; in 1934 werd de Sanyo Electric Railway opgericht.
In 1948 werd de spanning verhoogd tot 1500 V gelijkstroom, 1968 werd het gedeelte van station Higashi Suma naar station Hyogo Electric Railway gesloten en werd de verbinding met de Hanshin-lijn in gebruik genomen, zodat er treinen voortaan naar Umeda in Osaka konden rijden.

## Spoorlijnen
Het netwerk van Sanyo bestaat uit twee lijnen: een hoofdlijn en een zijtak.
| Lijnen          | Van/naar                                | Afstand | Stations | Geopend | Maximale snelheid |
| --------------- | --------------------------------------- | ------- | -------- | ------- | ----------------- |
| Sanyo Hoofdlijn | Station Nishidai - Station Sanyo Himeji | 54,7    | 43       | 1910    | 110               |
| Aboshi-lijn     | Station Shikama - Station Sanyo-Aboshi  | 8,5     | 7        | 1940    | 90                |
| Totaal          | 2 lijnen                                | 63,2    | 50       |         |                   |

- Enkele intercity's rijden door over de Hanshin-lijn.

## Andere activiteiten
Sanyo rijdt ook busdiensten in Kobe en Akashi, en beheert de Sumaura Kabelbaan.